# Vryókastro
Vryókastro (en grec moderne : Βρυόκαστρο) est un site archéologique de Kythnos et était probablement l'ancienne capitale de l'île. Elle a été habitée du XIIe siècle av. J.-C. jusqu'au début du Moyen Âge.

## Nom
En tant que ville ancienne, elle s'appelait Kythnos et l'île a été nommée d'après elle. Elle est également appelée Ovriókastro, Rigókastro ou bien encore Ágios Loukás.

## Localisation
Vryókastro est situé sur le côté nord-ouest de l'île, entre la baie de Mérichas et la baie d'Apókrisi. La ville couvrait une superficie de 300 acres, était entourée de murs et une partie de celle-ci était l'actuel îlot rocheux de Vryokastráki (el), qui était alors relié à la ville par voie terrestre. Les études et les fouilles sous-marines montrent qu'avant l'élévation du niveau de la mer, qui a provoqué la séparation de l'îlot de la côte, il y avait des bâtiments qui se trouvent maintenant dans l'eau, ainsi que les murs désormais immergés.
Le lieu appartient au site Natura 2000 du nord-ouest de Kýthnos, classé zone de protection spéciale (ZPS) depuis mars 2011.

## Ville
Les fouilles de la région sont toujours en cours. À ce jour, des bâtiments publics, un aqueduc, une acropole, deux nécropoles, un port, un sanctuaire, un temple, un monticule monumental et un grand bâtiment de la période de l'antiquité tardive et hellénistique ont été découverts dans la zone d'implantation.

### Sanctuaire
De 2000 à 2016, un sanctuaire non pillé des périodes archaïque, classique et hellénistique a été excavé. Le sanctuaire était intact et contenait toutes les offrandes à leur place, et la plupart de ces offrandes étaient précieuses. Les fouilles au sud du temple ont révélé deux autels ainsi qu'un vaste dépôt d'offrandes qui contenait également des centaines d'objets précieux.

### Monticule monumental
Situé à l'ouest du sanctuaire. Son examen a été entrepris en 2009. On pense qu'il s'agit de l'agora de la ville à l'époque hellénistique.

### Bâtiment public
Un peu plus bas que la butte, un bâtiment à deux étages a été mis au jour, qui aurait été le prytanée de la ville pendant la période classique-hellénistique.

### Complexe sanctuaire de la ville supérieure
Il est constitué d'une série de bâtiments excavés et dégagés entre 2016 et 2018. Ils sont situés dans une rangée de 800 mètres de long. Ils sont désignés avec quelques réserves comme des temples d'Asclépios, des dieux de Samothrace, d'Aphrodite, d'Apollon et d'Artémis,,.

## Vryokastráki
L'îlot de Vryokastráki, situé de nos jours à environ 1 km au sud-est de Vryókastro, fut excavé de 2018 à 2020. Ces fouilles documentent la présence humaine au XIIe siècle av. J.-C. sur l'île. Lorsque, dans l'Antiquité, l'îlot était relié à la côte, il formait la partie occidentale du port de la ville. Les fouilles ont révélé un monticule monumental, un autel monumental, la première basilique paléochrétienne à trois nefs découverte sur l'île et un complexe de bâtiments de 90 mètres de long comprenant 15 pièces rectangulaires.

## Recherche et fouilles sous-marines
De 2005 à 2011, des recherches et des fouilles sous-marines ont été menées dans l'ancien port de Vryókastro, l'actuelle baie de Mandráki. Des bâtiments ont été trouvés sur le rivage et sur le fond marin, l'ensemble du port a été cartographié et un bâtiment qui semble faire partie du mur a été fouillé.